# Вера Миланковић
Вера Миланковић (Лондон, 11. март 1953) српски је композитор, пијаниста и педагог. Потиче из истакнуте српске породице научника, универзитетских професора, дипломата и књижевника.
Дипломирала је клавир на Факултету музичке уметности у Београду, у класи Душана Трбојевића и композицију у класи Станојла Рајичића, магистрирала методику солфеђа и композицију. У Лондону је магистрирала композицију на Guildhall School of Music and Drama cum laude (1978). Од 1976. године је редовни је професор на Факултету музичке уметности, на којем је увела низ нових обавезних и изборних предмета.
Као композитор и извођач, основала је ансамбл „Три” (И. Арсикин, Н. Кецман, С. Белић). Добитник је многих награда за своје стваралаштво.
Композиторски опус Вере Миланковић је разноврстан и чине га сценска, вокално-инструментална, симфонијска, солистичка и вокална дела, која се изводе са великим успехом у Србији и иностранству.
У својству пијанисте и композитора, дуги низ година (1983—2007) сарађивала је са дечјим хором Колибри.
Учествовала је на многим конференцијама у земљи и иностранству. Оснивач је Педагошког форума сценских уметности (енгл. Pedagogical Forum of Performing Arts) који се редовно одржава још од 1998. године.